# DStv

DStv(Digital Satellite Television)는 아프리카 MultiChoice사의 디지털 위성 TV 서비스이다. 1995년 개국했다. MultiChoice는 일반 엔터테인먼트, 영화, 라이프 스타일, 문화, 스포츠, 다큐멘터리, 뉴스 및 상거래, 어린이, 음악, 종교와 소비자 채널을 제공한다. DSTV는 남아프리카 공화국에 대부분의 가입자가 있다.(약 4,500,000명), 나이지리아에는 2백만 명 정도의 가입자가 있어 이 두 시장이 DSTV의 가장 중요한 시장으로 여겨지고 있다.
케냐, 우간다, 모리셔스와 탄자니아 등은 많은 가입자가 있지 않지만, 꾸준히 가입자가 늘어나고 있다.